# Megachile roeweri
Megachile roeweri är en biart som först beskrevs av Johann Dietrich Alfken 1927.  Megachile roeweri ingår i släktet tapetserarbin, och familjen buksamlarbin. Inga underarter finns listade i Catalogue of Life.